# 菊地かまろ
菊地 かまろ（きくち かまろ、4月27日 - ）は日本の漫画家。岩手県出身。血液型A型。主に少女漫画を執筆している。

## 概要
1999年、小学館の少女誌『別冊少女コミック』の増刊号である『デラックス別冊少女コミック初秋の超!特大号』にて、「ブギースクール」でデビュー。以降、同誌およびその増刊号である『デラックスベツコミ』などを中心に読み切り中心の執筆活動を行っている。連載作品としては2005年から2006年にかけて『別冊少女コミック』に連載された『悩殺ロック少年』などがある。2009年10月に最新作となる単行本『東京ロック少年』が発売された。
2010年現在、『デラックスベツコミ』にて「悩殺ダンス少年」が読み切りにて2号連続で掲載されている。

## 作品リスト
※単行本はすべて小学館発行で巻数表示のない作品は単巻です。
- シンデレラの条件 ISBN 9784091385819（2004年1月）
- オオカミたちの天国 ISBN 9784091385826（2005年5月）
- 悩殺ロック少年 全2巻

1. ISBN 9784091303363（2006年2月）
2. ISBN 9784091307309（2006年11月）

- 爆走!!プラチナアイドル ISBN 9784091310361（2007年4月）
- 悪魔がハレルヤ ISBN 9784091314574（2008年3月）
- 悩殺ビートで歌わせて ISBN 9784091321602（2008年12月）
- 東京ロック少年 ISBN 9784091327192（2009年10月）